# Green World ATP Challenger 2011
Il Green World ATP Challenger 2011 è stato un torneo professionistico di tennis maschile giocato sul cemento. È stata la 1ª edizione del torneo, che fa parte dell'ATP Challenger Tour nell'ambito dell'ATP Challenger Tour 2011. Si è giocato a Pingguo in Cina dal 21 al 27 marzo 2011.

## Partecipanti

### Teste di serie
| Nazionalità | Giocatore            | Ranking* | Testa di serie |
| ----------- | -------------------- | -------- | -------------- |
| Giappone    | Gō Soeda             | 109      | 1              |
| Slovacchia  | Lukáš Lacko          | 119      | 2              |
| Belgio      | Steve Darcis         | 129      | 3              |
| Russia      | Aleksandr Kudrjavcev | 144      | 4              |
| Germania    | Matthias Bachinger   | 160      | 5              |
| Giappone    | Tatsuma Itō          | 173      | 6              |
| Giappone    | Yūichi Sugita        | 177      | 7              |
| Bielorussia | Uladzimir Ihnacik    | 200      | 8              |

### Altri partecipanti
Giocatori che hanno ricevuto una wild card:
- Chang Yu
- Gong Maoxin
- Li Zhe
- Zhang Ze

Giocatori che sono passati dalle qualificazioni:
- Jamie Baker
- Colin Fleming
- Jun Woong-sun
- Yang Tsung-hua

## Campioni

### Singolare
Gō Soeda ha battuto in finale  Matthias Bachinger con il punteggio di 6–4, 7–5

### Doppio
Michail Elgin /  Aleksandr Kudrjavcev hanno battuto in finale  Harri Heliövaara /  Jose Rubin Statham con il punteggio di 6–3, 6–2